# 銀白のパラディン -聖騎士-
『銀白のパラディン -聖騎士-』（ぎんぱくのパラディン -せいきし-）は、岡啓介による日本の漫画作品。少年サンデー創刊55周年特別企画第9弾。『週刊少年サンデー』（小学館）2014年22・23合併号から2015年24号まで連載。
話数カウントは「第○話」。

## 登場人物

### 白聖高校

#### フェンシング部
小銀 心（おがね こころ）
本作品の主人公。白聖高校1年。
勉強一筋で運動が苦手な臆病な少年だったが、不良を剣技で撃退した紳志に憧れ、自分も彼のように強くなりたいと願いフェンシングを始める。
花宮 金剛（はなみや ダイヤ）
白聖高校1年。
中学時代にフェンシングの全国大会で準優勝という好成績を残し、高校では自分の力だけで日本一を目指すべく敢えてフェンシング部のない白聖高校に進学する。しかし、心の存在により1年目は団体戦のみに専念することになり、2年目からは個人戦に挑戦することを宣言している。
折目 瑠璃（おりめ るり）
白聖高校1年。元は剣道部の次期エースとして期待されていたが、団体戦に必要な3人目を探す金剛に挑まれた剣道とフェンシングの異種剣術戦でフェンシングの魅力を知り、フェンシング部に移籍する。
紳志（しんじ）
白聖高校の古文教師。定年間近の小柄な老人だが、剣の達人であり、それを見た心に弟子入りを志願され、何度断っても引き下がらない彼の熱意を認め部の立ち上げと顧問就任を受諾する。

#### その他の生徒
井上 温和（いのうえ はるか）
本作品のヒロイン。
白聖高校1年生。主人公の憧れの人。

## 書誌情報
- 岡啓介・太田雄貴（監修）・折山淑美（協力） 『銀白のパラディン -聖騎士-』 小学館〈少年サンデーコミックス〉、既刊1巻（2014年7月18日現在）
  1. 2014年7月23日第1刷発行（7月18日発売[小 1]）、ISBN 978-4-09-125069-8